# Dragón: La historia de Bruce Lee
Dragon: La historia de Bruce Lee, lanzada en 1993, es una película de drama biográfica estadounidense de 1993 que fue dirigida y coescrita por Rob Cohen, y está protagonizada por Jason Scott Lee, Lauren Holly, Nancy Kwan y Robert Wagner. La película sigue la vida del actor y artista marcial Bruce Lee (Jason) desde su traslado a los Estados Unidos desde Hong Kong hasta su carrera como profesor de artes marciales, y luego como actor de televisión y cine. También se centra en la relación entre Bruce y su esposa Linda Lee Cadwell, y el racismo al que fue sometido Bruce.
La fuente principal del guion de la película es la biografía de 1975 Bruce Lee: The Man Only I Knew, que fue escrita por Cadwell. Otras fuentes incluyen el libro Bruce Lee: The Biography de Robert Clouse y la investigación de Cohen, incluidas entrevistas con Cadwell y el hijo de Bruce, Brandon Lee. En lugar de hacer una película biográfica tradicional, Cohen decidió incluir elementos de misticismo y dramatizar las escenas de lucha para darle el mismo tono que las películas protagonizadas por Bruce. Dragón se filmó principalmente en Hong Kong, Los Ángeles y San Francisco.
Dragón: La Historia de Bruce Lee recibió críticas positivas, y los críticos generalmente lo encontraron entretenido a pesar de las críticas sobre su veneración por Bruce. Jason fue ampliamente elogiado por su actuación. La película fue un éxito comercial y sus ingresos superaron los promedios de taquilla de las películas biográficas, lo que se atribuyó a sus temas románticos y su atractivo para personas ajenas a la audiencia tradicional de películas de kung fu. Una adaptación de videojuego del mismo nombre se lanzó al año siguiente. Dragón está dedicada a Brandon, quien murió varias semanas antes de su lanzamiento.

## Argumento
En Hong Kong, el padre de Bruce Lee, Lee Hoi-chuen, se despierta de una pesadilla sobre un fantasma, conocido como el Demonio, que persigue a su pequeño hijo. Posteriormente lo inscribe en el entrenamiento de artes marciales chinas con el instructor Ip Man. Como un adulto joven, Bruce lucha contra los marineros británicos que están acosando a una joven china, lo que le obliga a salir de Hong Kong. Su padre insiste en que se vaya a Estados Unidos.
En Estados Unidos, Bruce trabaja como lavaplatos en un restaurante chino hasta que se pelea con cuatro de los cocineros. La dueña del restaurante lo despide, pero también le presta dinero y lo anima a ir a la universidad. Mientras estudia filosofía en la universidad, Bruce comienza a dar clases de artes marciales, donde conoce a Linda, una estadounidense blanca. Bruce se casa con Linda desafiando a su madre racista, Vivian. Linda sugiere que Bruce establezca una escuela de artes marciales, pero sus compañeros chinos le exigen que entrene solo a chinos. Cuando Bruce se niega, lo desafían a resolver el asunto en combate. Bruce derrota a un retador llamado Johnny Sun en un combate secreto y sin límites, pero Johnny ataca a Bruce después de que ha admitido la derrota, y Bruce sufre una lesión en la espalda debilitante. Mientras Bruce está temporalmente paralizado, Linda lo ayuda a escribir el libro de artes marciales Tao del Jeet Kune Do. Linda da a luz a su primer hijo, Brandon, y la pareja se reconcilia con la madre de Linda.
Unos meses después, durante un torneo de artes marciales dirigido por Ed Parker, Johnny desafía a Bruce a una revancha. Bruce derrota a Johnny, ganándose el respeto de la audiencia. Sin que Bruce lo sepa, Johnny queda lisiado por sus heridas en la pelea. Después del combate, Bill Krieger, quien luego se convierte en el mánager de Bruce, le ofrece el papel de Kato en la serie de televisión The Green Hornet. Bruce y Krieger también crean la idea de la serie de televisión Kung Fu, y acuerdan que Bruce tendrá el papel principal. En una fiesta de reparto, Linda dice que está embarazada de su segundo hijo, Shannon. Poco después, se anuncia la cancelación de The Green Hornet. Kung Fu más tarde llega a la televisión, pero para gran frustración de Bruce, está protagonizada por el actor blanco David Carradine. Bruce cree que Krieger lo ha traicionado.
Bruce regresa a Hong Kong para el funeral de su padre. Philip Tan, un productor de cine de Hong Kong, contrata a Bruce para protagonizar la película The Big Boss. Durante el rodaje de la escena final, el hermano de Johnny, Luke, ataca a Bruce en venganza por la humillante derrota y la consiguiente discapacidad de Johnny; Bruce gana la pelea. The Big Boss es un éxito y Bruce hace varias películas más, trabajando como actor, director y editor. Esto provoca una ruptura entre Bruce y Linda, ya que Linda desea regresar a los Estados Unidos. Krieger le ofrece a Bruce la oportunidad de trabajar en una película de Hollywood de gran presupuesto, a lo que Bruce está de acuerdo, en parte debido al deseo de Linda de volver a casa.
En el día 32 de la filmación de Operación Dragón, durante la secuencia de la "sala de los espejos", Bruce tiene una visión aterradora del demonio que ha perseguido sus sueños y los de su padre. Esta vez, después de ser golpeado y luego mostrado su propia tumba, Bruce ve a su hijo instando a Bruce a salvarlo. El demonio persigue a Brandon, lo que incita a Bruce a luchar, salvar a Brandon y romper el cuello del demonio. Dragón: La Historia de Bruce Lee termina con Bruce filmando otra escena de Operación Dragón, la película que lo convertiría en una estrella internacional. En una voz en off, Linda le dice a la audiencia que Bruce cayó en un coma misterioso y murió poco antes del estreno de la película, y dice que si bien muchas personas quieren hablar sobre cómo murió, ella prefiere recordar cómo vivió.

## Reparto
- Jason Scott Lee como Bruce Lee
- Lauren Holly como Linda Lee
- Robert Wagner como Bill Krieger
- Michael Learned como Vivian Emery
- Nancy Kwan como Gussie Yang
- Lim Kay-tong como Philip Tan
- Ric Young como el padre de Bruce
- Luoyong Wang como Ip Man
- Sterling Macer como Jerome Sprout
- Sven-Ole Thorsen como el Demonio
- John Cheung como Johnny Sun
- Ong Soo Han como Luke Sun

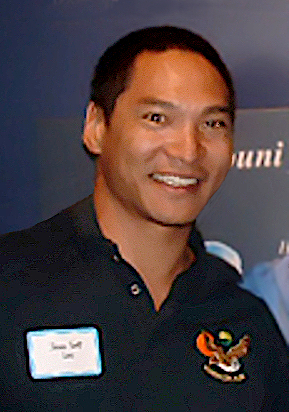
Jason Scott Lee (sin parentesco), fotografiado en 2003, interpretó a Bruce.

- Eric Bruskotter como Joe Henderson
- Van Williams como el director de The Green Hornet
- Shannon Lee como Cantante de Fiesta
- Rob Cohen como Robert Clouse.

## Doblaje
| Personaje                    | Actor Original (EE. UU.) | Actor de voz (España) | Actor de voz (Hispanoamérica) |
| ---------------------------- | ------------------------ | --------------------- | ----------------------------- |
| Bruce Lee                    | Jason Scott Lee          | Jordi Brau            | René García                   |
| Linda Lee                    | Lauren Holly             | Marta Tamarit         | Dulce Guerrero                |
| Padre de Bruce               | Ric Young                | Camilo García         | Jesse Conde                   |
| April                        | Alicia Tao               | Marta Barbará         | Rossy Aguirre                 |
| Sherry Schnell               | Lala Sloatman            | María Del Mar Tamarit | Rossy Aguirre                 |
| Vivian Emery, Madre de Linda | Michael Learned          | Julia Gallego         | Liza Willert (†)              |
| Ed Parker                    | Ed Parker Jr.            |                       | Luis Alfonso Padilla (†)      |
| Maestro                      | Aki Aleong               |                       | Esteban Siller (†)            |
| Bill Krieger                 | Robert Wagner            | Salvador Vives        | Gerardo Reyero                |
| Philip Tan                   | Kay Tong Lim             | Juan Fernández        |                               |
| Brandon Lee                  | Iain M. Parker           | Ana Pallejà           | Rocío Prado                   |
| Joe Henderson                | Eric Bruskotter          | Rafael Calvo          | Israel Magaña                 |
| Jerome Sprout                | Sterling Macer Jr.       | Sergio Zamora         | José Luis Orozco              |
| Benny Sayles                 | Harry Stanback           | Alfonso Vallés        |                               |
| Sr. Ho                       | Kong Kwok Keung          | Manuel Lázaro         | Alejandro Illescas (†)        |
| Ip Man                       | Luoyong Wang             |                       | César Arias                   |
| Avispón Verde                | Forry Smith              |                       | Alejandro Illescas (†)        |
| Director de T.V.             | Van Williams             |                       | Gerardo Reyero                |
| Tad Overton                  | Michael Cudlitz          |                       | Jesús Barrero (†)             |
| Doctor                       | Paul Mantee              |                       | Álvaro Tarcicio (†)           |

## Temas
Escribiendo sobre pedagogía y corrección política en el cine, Meaghan Morris incluye un análisis de seis páginas de una escena en Dragón, donde Bruce y Linda ven Breakfast at Tiffany's en un cine; Linda sugiere que se vayan cuando se da cuenta de que Bruce está molesto por la actuación de Mickey Rooney de I Y. Yunioshi. Morris describe la escena como didáctica, ya que le permite a Linda, que originalmente disfrutaba la película, entender y compartir la repulsión de Bruce por los estereotipos racistas. Morris señala que la película describe la vida de Bruce como una "batalla contra los prejuicios occidentales" y concluye que Dragon es "uno de los tratamientos más poderosos del racismo institucionalizado en una industria cinematográfica que posee el cine estadounidense".
Escribiendo en el Asian Journal of Communication en 2013, el académico Zheng Zhu enumeró Dragón junto con Kiss of the Dragon (2001) y The Tuxedo (2002) como películas que rompían con la tradición de retratar a los hombres asiáticos como asexuales, afirmando que si bien a menudo aparecen como héroes en las películas de artes marciales, rara vez se los retrata como románticos o amorosos. Al señalar que las películas muestran a un artista marcial asiático con una compañera blanca, Zhu afirma que invierten el retrato convencional de un "caballero blanco dominante y una dama oriental sumisa". Sin embargo, critica la descripción de estas relaciones. Por ejemplo, cada película muestra "mujeres blancas que juegan el papel más importante" para ayudar a los hombres chinos a lograr el éxito, como lo demuestra el apoyo de Linda a Bruce mientras se recupera de su lesión en la espalda. Los hombres asiáticos, argumenta Zhu, son retratados como incapaces de lograr el éxito en la sociedad occidental a menos que sean apoyados por la feminidad blanca.

## Producción
La película está basada en la biografía  Bruce Lee: The Man Only I Knew (Bruce Lee: El hombre que solo yo conocí) , escrita por Linda Lee Cadwell, la viuda de Bruce Lee.
El papel de Bruce Lee se le ofreció por primera vez a su hijo de la vida real Brandon Lee, quien lo rechazó. Brandon Lee murió en un accidente de rodaje mientras filmaba la película " The Crow" en marzo de 1993, menos de dos meses antes del estreno de esta película. La película está dedicada a su memoria en los créditos finales. En la película, Brandon fue retratado como un niño por Iain M. Parker.
Para prepararse para sus roles, los actores principales Jason Scott Lee y Lauren Holly entrenaron en el estilo de artes marciales de Bruce Lee de Jeet Kune Do durante meses bajo el exalumno de Lee convertido en instructor Jerry Poteet. Jason Scott Lee continuó entrenando en Jeet Kune Do bajo Poteet hasta la muerte de Poteet en 2012.
Jerry Poteet también se retrató en la película, se le puede ver en el fondo de muchas escenas. Van Williams, que interpretó a The Green Hornet en la serie de TV de 1960 del mismo nombre aparece como director de The Green Hornet en esta película. La hija de Bruce Lee, Shannon Lee, tiene un cameo como cantante en la escena de la fiesta (cantando California Dreamin), en la que Linda le dice a Bruce que está embarazada por segunda vez.
La lápida que Bruce se ve obligado a ver cuando se enfrenta a su demonio hacia el final de la película es la lápida real de Bruce Lee. La imagen en él es diferente de la que realmente está en la real, pero la fecha de nacimiento, la fecha de muerte y el epitafio son los mismos.

## Recepción
La película recibió críticas positivas, con una calificación de 71% en Rotten Tomatoes, basado en 21 comentarios contados.

### Taquilla
La película debutó en el número 1 en la taquilla. La película tuvo un ingreso de $ 35,113,743, con $ 28,400,000 adicionales ganados en territorios extranjeros. La película recaudó $ 63,513,743 en todo el mundo.

## Legado
Un videojuego del mismo nombre fue lanzado a mediados de la década de 1990 en varias consolas.
En la película The Fast and the Furious, Dragon estaba en la televisión de Dominic Toretto durante una escena en su casa. Ambas películas están dirigidas por Rob Cohen.